# Триестское трио
Триестское трио (итал. Trio di Trieste) — итальянский камерный ансамбль (фортепианное трио), существовавший в 1933—1998 гг. и базировавшийся в Триесте. Участники ансамбля, Ренато Дзанеттович (скрипка), Либеро Лана (виолончель) и Дарио Де Роза (фортепиано), объединились для совместных выступлений, когда им было по 13 лет, и играли вместе на протяжении долгих десятилетий: в 65-летней истории ансамбля было лишь одно изменение состава, когда в 1962 году на смену Либеро Лана пришёл Амедео Бальдовино.
Триестское трио выступило во всех обитаемых частях света, дав в общей сложности около 3000 концертов. Среди наиболее популярных сочинений в его репертуаре были фортепианное трио Франца Шуберта Op. 99, исполненное 530 раз, трио Мориса Равеля (470 исполнений), Трио «Эрцгерцог» Людвига ван Бетховена (330).
Последний концерт трио состоялся 3 марта 1995 года в Сиене. В дальнейшем его участники занимались педагогической деятельностью, в том числе совместной. Конец существованию трио положила смерть Амедео Бальдовино в 1998 году.
В 1983 году музыканты Триестского трио были удостоены Премии Франко Аббьяти.
В память о деятельности ансамбля в Триесте с 1996 года проводится ежегодный конкурс камерных ансамблей имени Триестского трио.